# كولوين باي
كولوين باي هي مدينة و منتجع على شاطئ البحر على الساحل الشمالي في ويلز المطل على البحر الأيرلندي. وقد توسعت لتصبح ثاني أكبر مركز مجتمعي وتجاري في شمال ويلز ويبلغ عدد سكانها 34,284 نسمة في 2011.

## التاريخ
يشمل الجانب الغربي من خليج كولوين، وعددًا من المواقع التاريخية المرتبطة بـقرن الثالث عشر. وقد تم تسمية اسم "كولوين" على اسم "كولوين اب تانغو الذي كان لورد لويلين، وجزء من شبه جزيرة ليزين أو نهر كولوين في كولوين القديمة. تعرض الملك ريتشارد الثاني ملك إنجلترا 1367-1400 لكمين في كولوين القديمة عام 1399 من قبل أنصار هنري بولينغبروك أثناء عودته من أيرلندا إلى إنجلترا. خلال الحرب العالمية الثانية، كان فندق كولوين باي، وفندق مارين الذي تم هدمه الآن مقرًا لوزارة الغذاء. كان هذا أيضًا يضم قسم شوكولاته وكولا  وكان مركز الاتصالات للوزارة. استمروا في استخدام الفندق حتى عام 1953.دعم كولوين أيضًا كان  المجهود الحربي من خلال أن يصبح موقعًا مهمًا لصناعة قطع الماس وتلميعه، والذي تم استخدامه للمساعدة في تمويل المجهود الحربي.

## الحكومة
مجلس مدينة كولوين باي هو هيئة قانونية تغطي المجتمعات في المنطقة الحضرية. ومقرها في المخفر القديم ومحكمة الصلح. كان العمدة لعام 2019 إلى 2020 هو المستشار نيل باستو. وكان مقر مجلس مقاطعة كونوي بورو في المركز المدني القديم في خليج كولوين قبل الانتقال إلى كويد بيلا طريق كونواي في خليج كولوين في نوفمبر 2018. 

## الجغرافيا
تقع المدينة في منتصف الطريق على طول الساحل الشمالي لويلز ، كانت عبارة عن قرية صغيرة منفصلة تتمركز في مزرعة جلين حوالي 1640 ولكن المنطقة الآن كملكية جلين ومتنزه إيرياس